# Dictyophleba rudens
Dictyophleba rudens là một loài thực vật có hoa trong họ La bố ma. Loài này được Hepper mô tả khoa học đầu tiên năm 1963.